# Zvirče
Zvirče so urbanizirano gručasto naselje v Občini Tržič. Nahajajo se v severozahodnem delu Dobrav na terasi nad desnim bregom reke Tržiške Bistrice, zahodno od odcepa avtoceste Podtabor–Tržič, južno od Kovorja. Prislonjeno je ob vzhodni rob terciarnega gričevja.
Med letoma 1961 in 1991 se je število prebivalcev več kot podvojilo, saj so v naselju številne nove hiše. Sedaj so Zvirče tipično spalno naselje. V kraju je živel smučar Bojan Križaj.